# 파운데이션 시리즈
파운데이션 시리즈(Foundation series)는 아이작 아시모프가 연작으로 발표한 대하 SF소설이다.

## 개관
먼 미래의 은하계를 배경으로 가상국가 파운데이션(Foundation)이 가진 500년 역사를 다룬다. 아이작 아시모프의 로봇 시리즈(Robot series), 은하 제국 시리즈(Galactic Empire series)와 같은 세계관에 속한다. 이 세계관은 로봇 제국 파운데이션 세계관(Robot/Empire/Foundation universe)이라고도 불리는데, 그가 쓴 15권의 소설이 관련되어 있고, 그가 죽은 후에도 다른 작가들이 이 세계관에 기초하여 여러 책을 썼다. 파운데이션의 세계관은 2만년의 시간을 다루고 있다.
아이작 아시모프는 파운데이션 시리즈로 1966년 휴고 상(The Hugo Awards)에서 Best All-Time Series 부문을 수상했다.

## 시놉시스
은하 제국(Galactic Empire)은 수도 트랜터(Trantor)를 중심으로 황제(Emperor)가 은하계 전체를 지배하고 있다. 은하력(Galactic Era) 11,988년에 태어난 해리 샐던(Hari Seldon)은 최고의 심리역사학자(psychohistorian)이다. 심리역사학(psychohistory)에서는 기체 분자의 운동역학을 인간 집단에 적용하여, 미래를 예측하는데, 이에 따르면 분자 개개의 행동은 예측할 수 없지만, 공기 전체의 움직임을 예측할 수 있고, 마찬가지로, 인간도 개개인의 행동은 예측할 수 없지만 거대한 역사의 흐름을 예측할 수는 있다.
해리 샐던은 연구를 통해서 5백년 후에 제국이 몰락하고, 그 후에 거대한 암흑기가 찾아올 것이며, 인류는 제2 제국을 건설하기까지는 암흑기가 3만년이나 될 것이라고 예견한다. 이미 역사의 대세는 제국 몰락으로 흐르고 있었다. 해리 샐던은 제국이 몰락하는 것을 막을 수는 없지만, 암흑기를 3만년에서 1천년으로 줄일 수 있는 방법을 찾아낸다.
이것이 바로 파운데이션(Foundation)으로, 인류가 이루어 놓은 모든 성과를 두 행성으로 피난시켜 암흑기를 줄이는 것이었다. 제1 파운데이션은 터미너스(Terminus) 행성에 자리잡는다. 제2 파운데이션은 제1 파운데이션의 은하계 반대편에 위치하게 된다. 모든 준비는 끝나고, 인류는 해리 샐던이 예견한대로 암흑기를 헤쳐 나간다.

## 연작
- 《파운데이션》(1951년, ISBN 978-89-6017-756-7)
- 《파운데이션과 제국》(1952년, ISBN 978-89-6017-757-4)
- 《제2파운데이션》(1953년, ISBN 978-89-6017-758-1)
- 《파운데이션의 끝》(1982년, ISBN 978-89-6017-759-8)
- 《파운데이션과 지구》(1986년, ISBN 978-89-6017-760-4)
- 《파운데이션의 서막》(1988년, ISBN 978-89-6017-761-1)
- 《파운데이션을 향하여》(1993년, ISBN 978-89-6017-762-8)